# Parazaona bocki
Parazaona bocki es una especie de arácnido  del orden Pseudoscorpionida de la familia Chernetidae.

## Distribución geográfica
Se encuentra en Bolivia y Perú.